# 노부치카 테루유키
노부치카 테루유키(일본어: 延近輝之, 1974년 6월 22일 ~ )는 일본의 영화 및 드라마 음악 작곡가 및 편곡가로, 출신지는 교토부이다. 주요 노래로는 Serenade와 Poco A Poco가 대표적이다.

## 같이 보기
- 여름의 사랑은 무지개색으로 빛난다